# Villanueva de las Torres
Villanueva de las Torres ist eine Gemeinde in der Provinz Granada im Südosten Spaniens mit 519 Einwohnern (Stand: 2024). Die Gemeinde liegt in der Comarca Los Montes. 

## Geografie
Die Gemeinde liegt im Norden der Provinz und grenzt an Dehesas de Guadix, Fonelas, Gorafe, Guadix und Pedro Martínez. 